# Вьентьянское соглашение (1973)
Соглашение о восстановлении мира и достижении национального согласия в Лаосе было подписано представителями монархического правительства и фронта Патет Лао во Вьентьяне 21 февраля 1973 года. Соглашение завершило гражданскую войну в Лаосе, продолжавшуюся более десятилетия.
Основные положения:
- прекращение огня с 22 февраля 1973 года;
- создание коалиционного правительства;
- создание консультативного политического совета с целью подготовки и проведения всеобщих выборов в Национальное собрание и сформирования постоянного правительства национального единства;
- вывод из Лаоса иностранного военного персонала.

Коалиционное правительство (третье в Лаосе с 1958 года) просуществовало около двух лет. В мае 1975 года фронт Патет Лао пришёл к власти в результате практически бескровного переворота; в декабре была упразднена монархия и провозглашена Лаосская Народно-Демократическая Республика.